# الکس فیلیپس
الکس فیلیپس (انگلیسی: Alex Phillips؛ ۱۱ ژانویه ۱۹۰۰–۱۴ ژوئن ۱۹۷۷) فیلم‌بردار کانادایی‌الاصلِ اهل مکزیک بود.
او در جوانی با خانواده‌اش به امپراتوری روسیه رفت اما به دلیل عدم علاقه‌اش به دولت تزار به کانادا برگشت و به ارتش پیوست و در این هنگام بود که مری پیکفورد را ملاقات نمود و ضمن ابراز علاقهٔ خود به هنرپیشگی، توسط او به هالیوود معرفی شد.
از فیلم‌ها یا مجموعه‌های تلویزیونی که وی در آن‌ها نقش داشته است، می‌توان به میشل استروگف و زمان مردن اشاره نمود.